# Kamel Chebli
Kamel Chebli (ur. 9 marca 1954) – tunezyjski piłkarz występujący na pozycji obrońcy. Uczestnik Mistrzostw Świata 1978.

## Kariera klubowa
Podczas Mistrzostw Świata 1978 reprezentował barwy klubu Club Africain.

## Kariera reprezentacyjna
Z reprezentacją Tunezji uczestniczył w zwycięskich eliminacjach do Mistrzostw Świata 1978. Na Mundialu był rezerwowym i nie wystąpił w żadnym meczu.